# Il baule volante

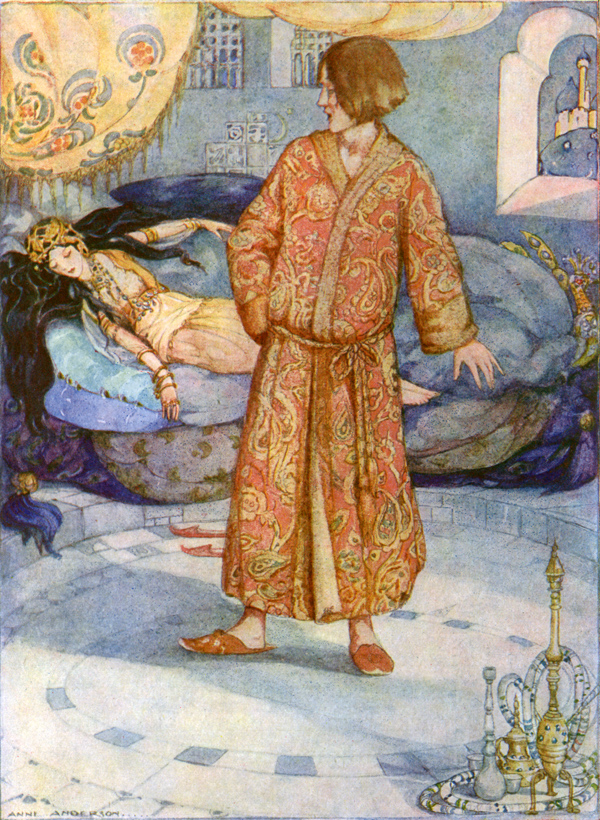
Illustrazione di Anne Anderson.

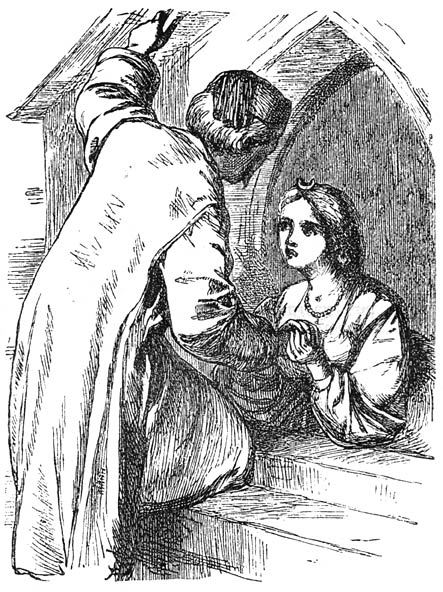
Il giovane visita la principessa.

Il baule volante (Den flyvende Kuffert) è una fiaba dello scrittore e poeta danese Hans Christian Andersen, ispirata ad un racconto de Le mille e una notte e pubblicata per la prima volta nel 1839. Racconta la storia di un giovane uomo il quale in groppa ad un baule volante giunge fino in Turchia per far visita alla figlia del sultano.

## Trama
Un giovane, figlio di un ricco mercante, dopo aver sperperato in cose vane tutta l'eredità, rimane con solamente pochi scellini, un paio di pantofole ed una vecchia vestaglia; un amico gli invia un baule per poter così raccogliere le proprie cose. Non avendo nulla da mettervi, vi entra lui stesso dentro.
Il baule è un oggetto incantato, che prende immediatamente il volo e lo trasporta in terre lontanissime, là ove vivono i turchi. Egli utilizza il baule magico per poter far visita alla figlia del sultano, fatta rinchiudere in una torre a causa d'una profezia nefasta: il suo matrimonio sarebbe stato infelice.
Il giovane riesce però a convincerla a sposarlo; quando i genitori afflitti vanno a farle visita, ecco che riesce ad impressionarli talmente dalla bellissima fiaba raccontatagli che presto li convince a dare il loro consenso al matrimonio. Per celebrare degnamente le nozze imminenti il giovane acquista dei fuochi d'artificio; uno di essi, tornato sulla terra, fa partire una scintilla che incenerisce il baule fatato.
Il giovane, non potendo più tornare dalla principessa rinchiusa nella torre, comincia a vagare per il mondo raccontando favole, ma non sarà mai più felice come prima.

## Adattamenti
- Lotte Reiniger ha fatto un film di silhouette d'animazione basato sul racconto nel 1921.
- Le fiabe di Andersen (1971), episodio 6.
- Nel 1993 i Giardini di Tivoli a Copenaghen hanno creato un giro d'attrazioni e divertimenti basato sulla fiaba.